# Sepsis duplicata
Sepsis duplicata är en tvåvingeart som beskrevs av Alexander Henry Haliday 1838. Sepsis duplicata ingår i släktet Sepsis och familjen svängflugor. Arten är reproducerande i Sverige. Inga underarter finns listade i Catalogue of Life.